# Theligonum japonicum
Theligonum japonicum är en måreväxtart som beskrevs av Ôkubo och Tomitaro Makino. Theligonum japonicum ingår i släktet Theligonum och familjen måreväxter. Inga underarter finns listade i Catalogue of Life.